# ウラン＝ブルガスィ山脈
ウラン＝ブルガスィ山脈（ウラン＝ブルガスィさんみゃく、ロシア語:Улан-Бургасы、ブリヤート語:Улаан бургааhан）はロシア連邦ブリヤート共和国のセレンガ川からヴィチム高原にかけて南西から北東に向かって伸びる山脈。面積26,000km2強。バイカル盆地の東の縁を形成する。
"Улан"はブリヤート語で「赤」を意味する"Улаан"、"бургаса"は「小さな白樺林、茂み」を意味する"бургaahан"に由来する。
山脈の平均標高は1400～1800mで最高峰は2049mのフルハグ山（гора Хурхаг）。大部分が森林に覆われる。